# Màxims golejadors de la lliga soviètica de futbol
Llista amb els màxims golejadors de la lliga soviètica de futbol.
Font:
| Temporada        | Jugador (Club)                                                                                              | Gols                                 |
| ---------------- | --- | ------------------------------------ |
| 1936 (primavera) | Mikhaïl Semitxastni (Dynamo Moscou)                                                                         | 6                                    |
| 1936 (tardor)    | Gueorgui Glazkov (Spartak Moscou)                                                                           | 7                                    |
| 1937             | Borís Paitxadze (Dinamo Tbilisi) Leonid Rumiàntsev (Spartak Moscou) Vassili Smirnov (Dynamo Moscou)         | 8                                    |
| 1938             | Makar Hontxarenko (Dinamo Kiev)                                                                             | 19                                   |
| 1939             | Grigori Fedótov (CDKA Moscou)                                                                               | 21                                   |
| 1940             | Grigori Fedótov (CDKA Moscou) Serguei Soloviov (Dynamo Moscou)                                              | 21                                   |
| 1941-1944        | Cancel·lada per la II Guerra Mundial                                                                        | Cancel·lada per la II Guerra Mundial |
| 1945             | Vsévolod Bobrov (CDKA Moscou)                                                                               | 24                                   |
| 1946             | Aleksandr Ponomariov (Torpedo Moscou)                                                                       | 18                                   |
| 1947             | Vsévolod Bobrov (CDKA Moscou) Valentín Nikolàiev (CDKA Moscou) Serguei Soloviov (Dynamo Moscou)             | 14                                   |
| 1948             | Serguei Soloviov (Dynamo Moscou)                                                                            | 25                                   |
| 1949             | Nikita Simonian (Spartak Moscou)                                                                            | 26                                   |
| 1950             | Nikita Simonian (Spartak Moscou)                                                                            | 34                                   |
| 1951             | Avtandil Gogoberidze (Dinamo Tbilisi)                                                                       | 16                                   |
| 1952             | Andrei Zazróiev (FC Dinamo de Kíev)                                                                         | 11                                   |
| 1953             | Nikita Simonian (Spartak Moscou)                                                                            | 14                                   |
| 1954             | Anatoli Ilín Spartak Moscou) Vladímir Ilín Dynamo Moscou) Antonín Sotxnev (Trudovye Reservy Leningrad)      | 11                                   |
| 1955             | Eduard Streltsov (Torpedo Moscou)                                                                           | 15                                   |
| 1956             | Vassili Buzúnov (ODO Sverdlovsk)                                                                            | 17                                   |
| 1957             | Vassili Buzúnov (CSK MO Moscou)                                                                             | 16                                   |
| 1958             | Anatoli Ilín (Spartak Moscou)                                                                               | 19                                   |
| 1959             | Zaür Kalóiev (Dinamo Tbilisi)                                                                               | 16                                   |
| 1960             | Zaür Kalòiev (Dinamo Tbilisi) Guennadi Gussàrov (Torpedo Moscou)                                            | 20                                   |
| 1961             | Guennadi Gussàrov (Torpedo Moscou)                                                                          | 22                                   |
| 1962             | Mikhaïl Mustiguin (Belarus Minsk)                                                                           | 17                                   |
| 1963             | Oleg Kopàiev (SKA Rostov-on-Don)                                                                            | 27                                   |
| 1964             | Vladímir Fedótov (CSKA Moscou)                                                                              | 16                                   |
| 1965             | Oleg Kopàiev (SKA Rostov-on-Don)                                                                            | 18                                   |
| 1966             | Ilià Datunaixvili (Dinamo Tbilisi)                                                                          | 20                                   |
| 1967             | Mikhaïl Mustiguin (Dinamo Minsk)                                                                            | 19                                   |
| 1968             | Gueorgui Gavaixeli (Dinamo Tbilisi) Berador Abduraïmov (Pakhtakor Tashkent)                                 | 22                                   |
| 1969             | Nikolai Ossianin (Spartak Moscou) Vladímir Proskurin (SKA Rostov-on-Don) Djemal Kherhadze (Torpedo Kutaisi) | 16                                   |
| 1970             | Guivi Nódia (Dinamo Tbilisi)                                                                                | 17                                   |
| 1971             | Eduard Maloféiev (Dinamo Minsk)                                                                             | 16                                   |
| 1972             | Oleh Blokhín (FC Dinamo de Kíev)                                                                            | 14                                   |
| 1973             | Oleh Blokhín (FC Dinamo de Kíev)                                                                            | 18                                   |
| 1974             | Oleh Blokhín (FC Dinamo de Kíev)                                                                            | 20                                   |
| 1975             | Oleh Blokhín (FC Dinamo de Kíev)                                                                            | 18                                   |
| 1976 (primavera) | Arkadi Andriassian (Ararat Yerevan)                                                                         | 8                                    |
| 1976 (tardor)    | Aleksandr Markin (Zenit Leningrad)                                                                          | 13                                   |
| 1977             | Oleh Blokhín (FC Dinamo de Kíev)                                                                            | 17                                   |
| 1978             | Gueorgui Iàrtsev (Spartak Moscou)                                                                           | 19                                   |
| 1979             | Vitali Starukhin (Shakhtar Donetsk)                                                                         | 26                                   |
| 1980             | Serguei Andréiev (SKA Rostov-on-Don)                                                                        | 20                                   |
| 1981             | Ramaz Xenguèlia (Dinamo Tbilisi)                                                                            | 23                                   |
| 1982             | Andrei Iakubik (Pakhtakor Tashkent)                                                                         | 23                                   |
| 1983             | Iuri Gavrílov (Spartak Moscou)                                                                              | 18                                   |
| 1984             | Serguei Andréiev (SKA Rostov-on-Don)                                                                        | 20                                   |
| 1985             | Oleh Protàssov (Dniprò Dnipropetrovsk)                                                                      | 35                                   |
| 1986             | Aleksandr Borodiuk (Dynamo Moscou)                                                                          | 21                                   |
| 1987             | Oleh Protàssov (Dniprò Dnipropetrovsk)                                                                      | 18                                   |
| 1988             | Ievhèn Xàkhov (Dniprò Dnipropetrovsk) Aleksandr Borodyuk (Dynamo Moscou)                                    | 16                                   |
| 1989             | Serguei Rodiónov (Spartak Moscou)                                                                           | 16                                   |
| 1990             | Oleh Protàssov (FC Dinamo de Kíev) Valeri Shmarov (Spartak Moscou)                                          | 12                                   |
| 1991             | Ígor Kolivànov (Dynamo Moscou)                                                                              | 18                                   |